# Luis Fernando Zapien Rosas
Luis Fernando Zapien Rosas (Jalisco, 1976) es un deportista mexicano que compitió en atletismo adaptado, espacialista en las carreras de 5000 y 10000 metros categoría C11.
Ganó el Premio Estatal del Deporte 2007 junto con Patricia Castañeda Miyamoto.

## Palmarés
- Medalla de oro en la prueba de 5000 metros en los Juegos Parapanamericanos de 2007
- Medalla de oro en la prueba de 10000 metros en los Juegos Parapanamericanos de 2007
- Medalla de plata en el Mundial de Atletismo Adaptado en 2007

- Datos: Q5983443